# Circonscription de la côte française des Somalis
 (signalé en mai 2025).
Si vous disposez d'ouvrages ou d'articles de référence ou si vous connaissez des sites web de qualité traitant du thème abordé ici, merci de compléter l'article en donnant les références utiles à sa vérifiabilité et en les liant à la section « Notes et références ».
- Archive Wikiwix
- Bing
- Cairn
- DuckDuckGo
- E. Universalis
- Gallica
- Google
- G. Books
- G. News
- G. Scholar
- Persée
- Qwant
- (zh) Baidu
- (ru) Yandex
- (wd) trouver des œuvres sur Wikidata

Le côte française des Somalis était composé d'une circonscription législative.

## Historique des députés
| Législature | Début de mandat | Fin de mandat  | Député                 | Parti politique | Observations                                                                             |
| ----------- | --------------- | -------------- | ---------------------- | --------------- | ---------------------------------------------------------------------------------------- |
| Ire         | 10 mai 1959     | 9 octobre 1962 | Hassan Gouled Aptidon  | UNR             | Mandat écourté à la suite d'une dissolution parlementaire décidée par Charles de Gaulle. |
| IIe         | 6 décembre 1962 | 2 avril 1967   | Moussa Ahmed Idriss    | UNR-UDT         |                                                                                          |
| IIIe        | 3 avril 1967    | 30 mai 1968    | Abdoulkader Moussa Ali | UDVe            | Mandat écourté à la suite d'une dissolution parlementaire décidée par Charles de Gaulle. |

## Historique des élections

### Élections de 1959
| | Hassan Gouled Aptidon élu | UNR            | 5 906  | 50,49  |  |  |  |
| | Houmed Aboubakah Houmed   | Sans étiquette | 5 027  | 42,98  |  |  |  |
| | Hassan Djama Abdourhaman  | Sans étiquette | 764    | 6,53   |  |  |  |
| |                           |                |        |        |  |  |  |
| Inscrits | Inscrits                  | Inscrits       | 21 299 | 100,00 |  |  |  |
| Abstentions | Abstentions               | Abstentions    | 9 304  | 43,68  |  |  |  |
| Votants | Votants                   | Votants        | 11 995 | 56,32  |  |  |  |
| Blancs et nuls | Blancs et nuls            | Blancs et nuls | 298    | 2,48   |  |  |  |
| Exprimés | Exprimés                  | Exprimés       | 11 697 | 97,52  |  |  |  |
| Source : France, ministère de l'Intérieur. Les élections législatives. Métropole., la Documentation française, 1963 (lire en ligne) |                           |                |        |        |  |  |  |

### Élections de 1962
| | Moussa Ahmed Idriss élu | Divers         | 4 712  | 42,72  |  |  |  |
| | Ahmed Dini Ahmed        | Sans étiquette | 1 966  | 17,82  |  |  |  |
| | Ali Arre Khaire         | Sans étiquette | 1 488  | 13,49  |  |  |  |
| | Barkat Gourat Hamadou   | Sans étiquette | 1 475  | 13,37  |  |  |  |
| | Hassan Gouled sortant   | UNR-UDT        | 724    | 6,56   |  |  |  |
| | Hassan Ali Guelleh      | Sans étiquette | 245    | 2,22   |  |  |  |
| | Mohamed Houmed Abro     | Sans étiquette | 214    | 1,94   |  |  |  |
| | Haid Mahmoud            | Sans étiquette | 206    | 1,87   |  |  |  |
| |                         |                |        |        |  |  |  |
| Inscrits | Inscrits                | Inscrits       | 25 193 | 100,00 |  |  |  |
| Abstentions | Abstentions             | Abstentions    | 13 948 | 55,36  |  |  |  |
| Votants | Votants                 | Votants        | 11 245 | 44,64  |  |  |  |
| Blancs et nuls | Blancs et nuls          | Blancs et nuls | 215    | 1,91   |  |  |  |
| Exprimés | Exprimés                | Exprimés       | 11 030 | 98,09  |  |  |  |
| Source : France, Ministère de l'intérieur. Les Elections législatives . Métropole., la Documentation française, 1967 (lire en ligne) |                         |                |        |        |  |  |  |

Le suppléant de Moussa Ahmed Idriss était Hassan Alamagan Houssein.

### Élections de 1967
| | Abdoulkader Moussa Ali élu | UD-Ve          | 22 776 | 66,26  |  |  |  |
| | Abaneh Idriss Farah        | Sans étiquette | 11 052 | 32,15  |  |  |  |
| | Antoine Abdoul Latif       | Sans étiquette | 277    | 0,81   |  |  |  |
| | Ali Idriss Issa            | Sans étiquette | 271    | 0,79   |  |  |  |
| | Abdi Ahmed Ibrahim         | Sans étiquette | 0      | 0      |  |  |  |
| | Ali Bogori Boemh           | Sans étiquette | 0      | 0      |  |  |  |
| |                            |                |        |        |  |  |  |
| Inscrits | Inscrits                   | Inscrits       | 39 989 | 100,00 |  |  |  |
| Abstentions | Abstentions                | Abstentions    | 5 393  | 13,49  |  |  |  |
| Votants | Votants                    | Votants        | 34 596 | 86,51  |  |  |  |
| Blancs et nuls | Blancs et nuls             | Blancs et nuls | 220    | 0,64   |  |  |  |
| Exprimés | Exprimés                   | Exprimés       | 34 376 | 99,36  |  |  |  |
| Source : France, Ministère de l'intérieur. Les Elections législatives . Métropole., la Documentation française, 1967 (lire en ligne) |                            |                |        |        |  |  |  |